# وبر غربي
وَبْر غربي [بحاجة لمصدر](الاسم العلمي: Dendrohyrax dorsalis) (بالإنجليزية: Western Tree Hyrax.)‏ هو نوع من الحيوانات يتبع جنس الوبر الشجري من الفصيلة الوبرية.